# Lexicon (компания)
Lexicon — американская компания-производитель звукового оборудования, основанная в 1971 году. После поглощения компании в 1993 году Lexicon стал одним из брендов Harman International.
В 1969 году профессор Массачусетского технологического института доктор Фрэнсис Ли начал работу над цифровой системой мониторинга сердца. Одним из результатов стало создание первого цифрового аудио-процессора. Совместно с инженером Чаком Багнаши, Ли создал компанию, которая получила название Lexicon. Первым продуктом стала линейка цифровых дилеев Delta T-101, 50 экземпляров которых были проданы в Нью-Йорке. Спецификации устройств были революционными на момент выпуска, и впоследствии определили индустриальные стандарты.
В 1973 году руководителем компании становится Рон Нуман. Под его руководством происходит расширение продуктовой линейки. В 1978 году выходит цифровая система реверберации Lexicon 224, а в 1983 производится модель 224XL, поддерживающая дистанционное управление с помощью инновационного пульта LARC. Линейка Lexicon 224 стала первой high-end системой цифровой обработки звука, широко используемой профессионалами звукозаписывающей отрасли. За ней на свет появилась линейка продуктов 480L, цена которых упала до 12 тыс. долларов, а в 1984 году — PCM 60, первая профессиональная система, стоившая менее полутора тысяч долларов. Объёмы продаж Lexicon росли и достигли 4,5 млн долларов в год. Наконец, в конце 1980-х было запущено производство процессоров LXP, цена которых не превышала 500 долларов.
Lexicon также стремился выйти на рынок цифровых звуковых рабочих станций со своей системой OPUS, но эта попытка не была полностью успешной. Компания выпустила несколько продуктов для потребительского аудиорынка, включая процессоры CP, цифровые контроллеры DC-1, а также усилители NT, соответствующие требованиям THX к системам домашнего кинотеатра. Что касается профессионалов звукоиндустрии, Lexicon производил процессоры как для исполнителей (например, Alex или JamMan), так и для музыкальных студий (PCM 80 и 90).
В 1991 году руководство Lexicon начало рассматривать предложения о продаже, и в 1993 году предприятие стало частью американской компании Harman International, занимающейся проектированием и производством электрооборудования. 
В 2014 году Lexicon стал лауреатом Технической премии Грэмми — специальной премии Грэмми за заслуги в области звукозаписи.